# Asylum
Asylum er et album fra det amerikanske heavy metal-band Disturbed. Det blev indspillet i vinteren 1999 og udgivet den 7. marts 2000. Albummet blev tildelt tre platinum af RIAA.

## Numre
Alle sange skrevet og komponeret af Disturbed, hvor ikke andet er anført. 
| Nr.           | Titel                                                                             | Længde |
| ------------- | --------------------------------------------------------------------------------- | ------ |
| 1.            | "Remnants" (Instrumental)                                                         | 2:43   |
| 2.            | "Asylum"                                                                          | 4:36   |
| 3.            | "The Infection"                                                                   | 4:08   |
| 4.            | "Warrior"                                                                         | 3:24   |
| 5.            | "Another Way to Die"                                                              | 4:13   |
| 6.            | "Never Again"                                                                     | 3:33   |
| 7.            | "The Animal"                                                                      | 4:13   |
| 8.            | "Crucified"                                                                       | 4:37   |
| 9.            | "Serpentine"                                                                      | 4:09   |
| 10.           | "My Child"                                                                        | 3:18   |
| 11.           | "Sacrifice"                                                                       | 4:00   |
| 12.           | "Innocence"                                                                       | 4:31   |
| 13.           | "Ishfwilf (I Still Haven't Found What I'm Looking For)" (skjult spor) (U2-cover)) | 5:28   |
| Total længde: | Total længde:                                                                     | 52:53  |

 Der er for få eller ingen kildehenvisninger i denne artikel, hvilket er et problem. Du kan hjælpe ved at angive troværdige kilder til de påstande, som fremføres i artiklen.